# Refuge des Espuguettes
Le refuge des Espuguettes est un refuge de montagne situé à 2 027 m d'altitude dans la vallée de Gavarnie, dépendant administrativement de la commune de Gavarnie-Gèdre dans le département des Hautes-Pyrénées en région Occitanie.

## Toponymie
Son nom vient de l'occitan, espugueta signifie « petite grotte » ou « petit abri sous roche » .

## Localisation
Le refuge des Espuguettes est implanté sur le versant ouest de la hourquette d'Alans, au pied du Vignemale et surplombe la vallée de Gavarnie à l'ouest, au-dessus du chemin menant au cirque de Gavarnie et à deux heures de marche depuis le village de Gavarnie.

## Histoire
Le refuge a été rénové entre 2009 et septembre 2011.

## Caractéristiques et informations
Le refuge des Espuguettes est situé au cœur du parc national des Pyrénées et dans une zone naturelle protégée, classée ZNIEFF de type 1, « cirques d’Estaubé, de Gavarnie et de Troumouse », et de type 2, « haute vallée du gave de Pau : vallées de Gèdre et Gavarnie ».

Vues du refuge.
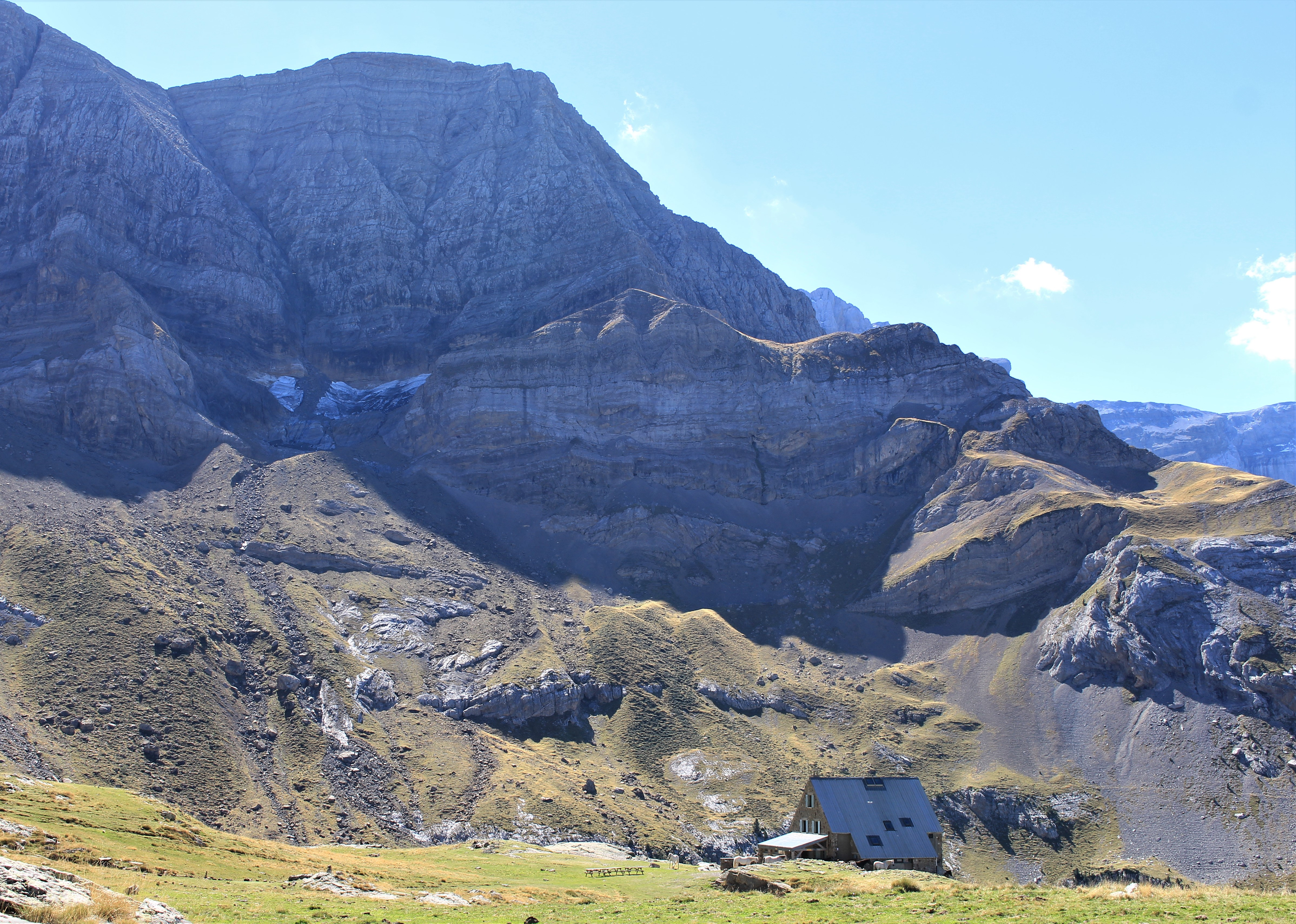
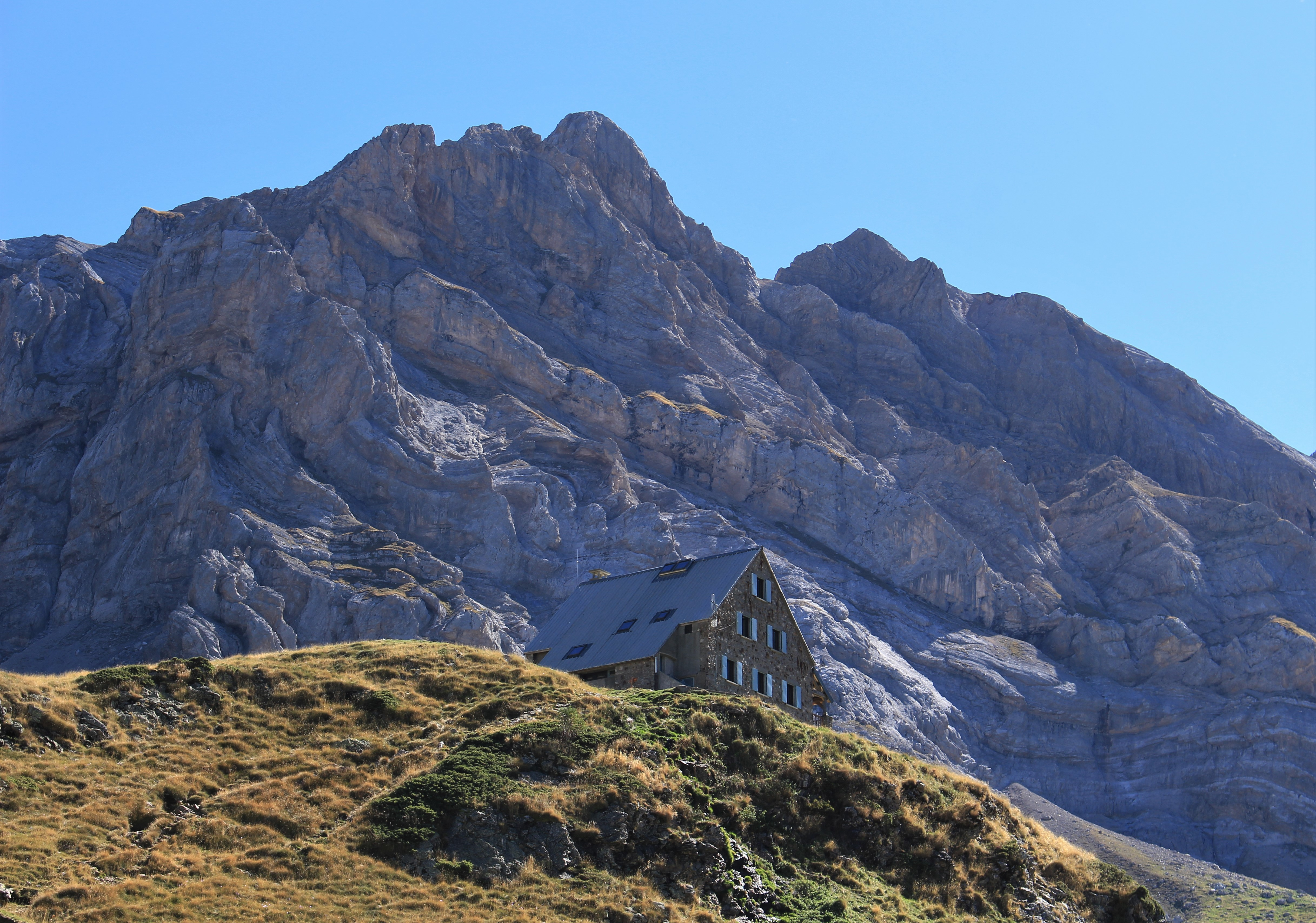

## Accès
Le refuge des Espuguettes est accessible par le nord depuis le village de Gavarnie en suivant un chemin muletier le long du gave de Gavarnie et en montant dans le Bois de Pailla ou le plateau d'Alans. Par le sud par un sentier depuis l'hôtel du Cirque de Gavarnie.

## Ascensions
Au départ du refuge on peut rejoindre au sud les Astazou (Grand et Petit), le pic du Piméné au nord.

## Traversées
On peut relier la vallée d'Estaubé à l'est et la vallée de Pineta en Aragon au sud par le refuge de Tuquerouye.